# Viktor Aboimov
Viktor Andreevič Aboimov (in russo Виктор Андреевич Абоимов?; 14 settembre 1949) è un ex nuotatore sovietico, dal 1992 kazako.

## Carriera
Forte nelle staffette, vinse la medaglia d'argento nella 4x100m stile libero alle Olimpiadi di Monaco di Baviera 1972.

## Palmarès
- Giochi olimpici estivi

Monaco di Baviera 1972: argento nella 4x100m stile libero.
- Mondiali

Belgrado 1973: argento nella 4x100m stile libero.
Cali 1975: bronzo nella 4x200m stile libero.